# Smaragdtangare
Die Smaragdtangare (Tangara florida) ist eine in Mittel- und Südamerika vorkommende Vogelart aus der Familie der Tangaren (Thraupidae).

## Merkmale
Die Smaragdtangare erreicht eine Körperlänge von etwa 12 Zentimetern und ein Gewicht von 16,5 bis 20,0 Gramm. Der überwiegende Teil des Gefieders ist smaragdgrün bis grasgrün gefärbt. Der Schnabelansatz und die Ohrendecken sind schwarz. Die Hand- und Armschwingen sowie die Steuerfedern sind teilweise ebenfalls schwarz. Die Geschlechter unterscheiden sich im Wesentlichen nur durch ein Merkmal: Bei den Männchen ist der Oberkopf gelb, bei den Weibchen grün und mit kleinen schwärzlichen Federn durchsetzt.

## Ähnliche Arten
Die Goldbrusttangare (Tangara schrankii) unterscheidet sich in erster Linie durch die gelbe Färbung der Brust, die stärker ausgeprägte Schwarzfärbung im Bereich der Augen und der Ohrendecken sowie eine bläuliche Färbung der Hand- und Armschwingen.

## Verbreitung und Lebensraum
Smaragdtangare kommen in einem schmalen Streifen, der sich von Costa Rica über Panama und Kolumbien bis nach Ecuador erstreckt vor. Sie bewohnen bevorzugt feuchte Wälder, Waldränder und Berghänge in Höhenlagen zwischen 100 und 1200 Metern.

## Lebensweise
Die Vögel ernähren sich in erster Linie von Früchten und Gliederfüßern (Arthropoda). Beobachtungen in Kolumbien ergaben einen Anteil von 71 % Früchten in der Nahrung. Das tassenförmige Nest wird im Wesentlichen aus Moosen gefertigt. Es wird im Frühjahr in kleinen Bäumen in Höhen von bis zu zwölf Metern angelegt. Details zum Brutverhalten liegen noch nicht vor.

## Gefährdung und Schutz
Die Smaragdtangare ist in den meisten seiner Verbreitungsgebiete nicht selten und wird demzufolge von der Weltnaturschutzorganisation IUCN als  „Least Concern = nicht gefährdet“ klassifiziert.